# Tordas
Tordas è un comune dell'Ungheria di 1 785 abitanti (dati 2001). È situato nella contea di Fejér.

## Galleria d'immagini

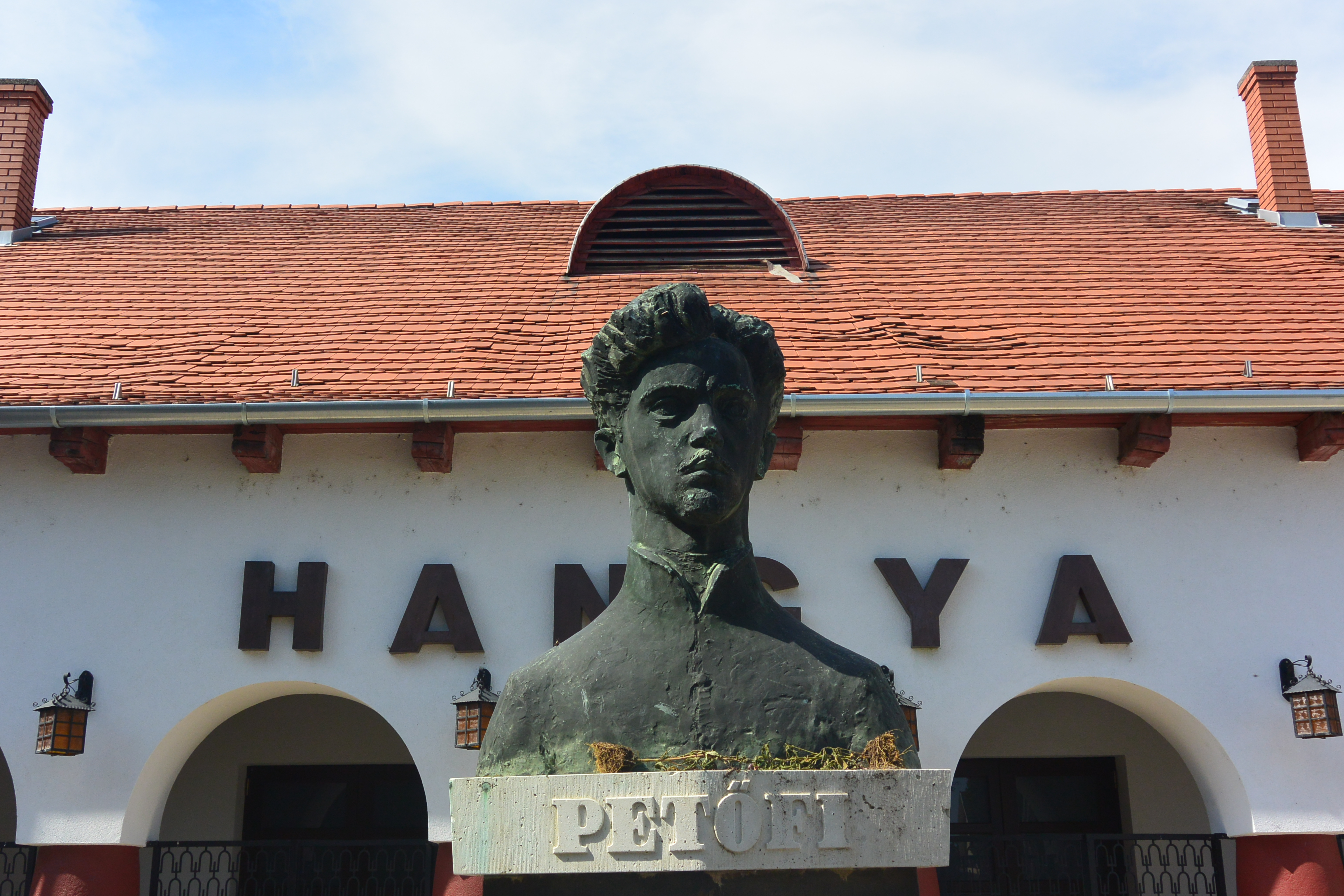
Monumento a Sándor Petőfi e Casa della Comunità
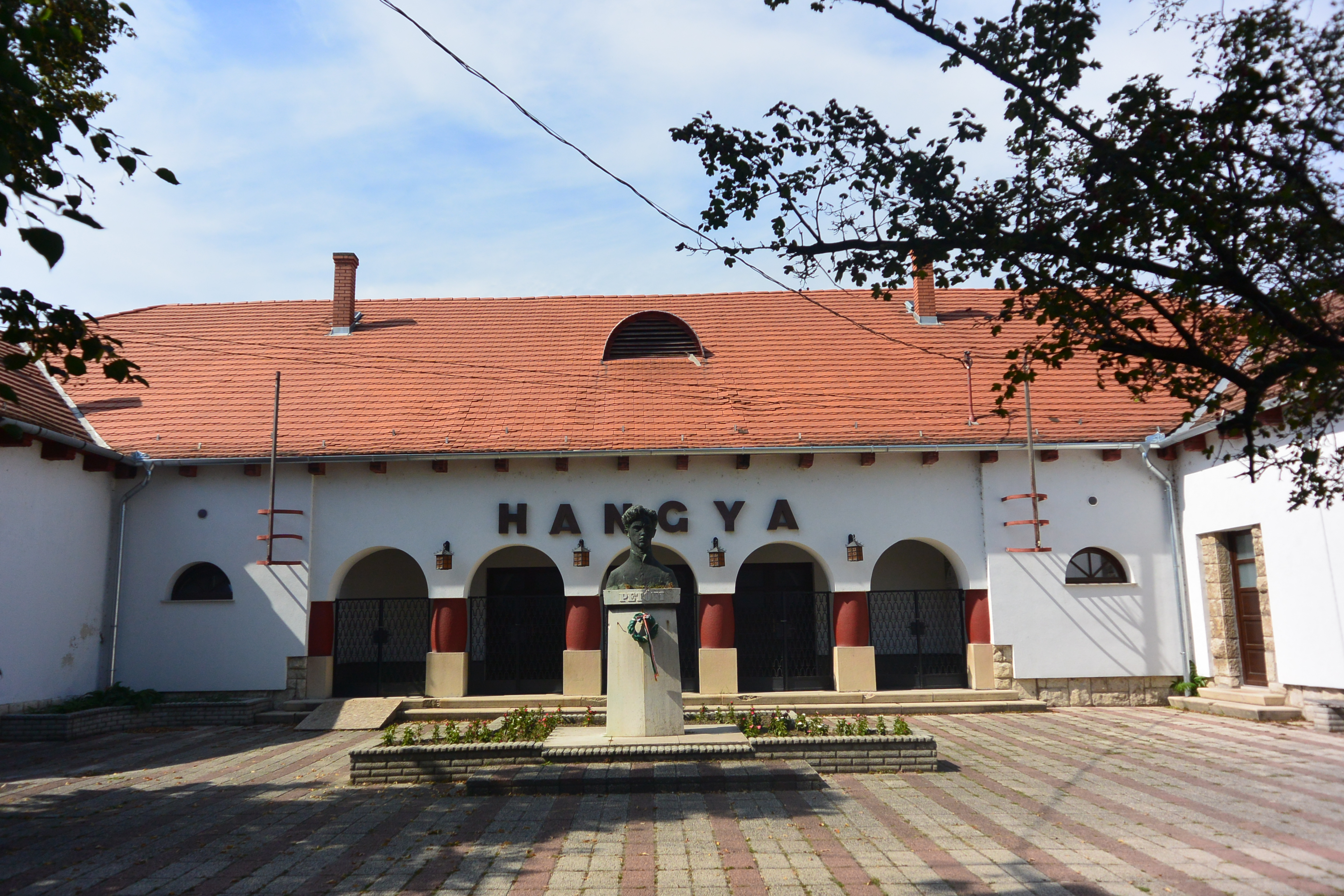
Casa della Comunità
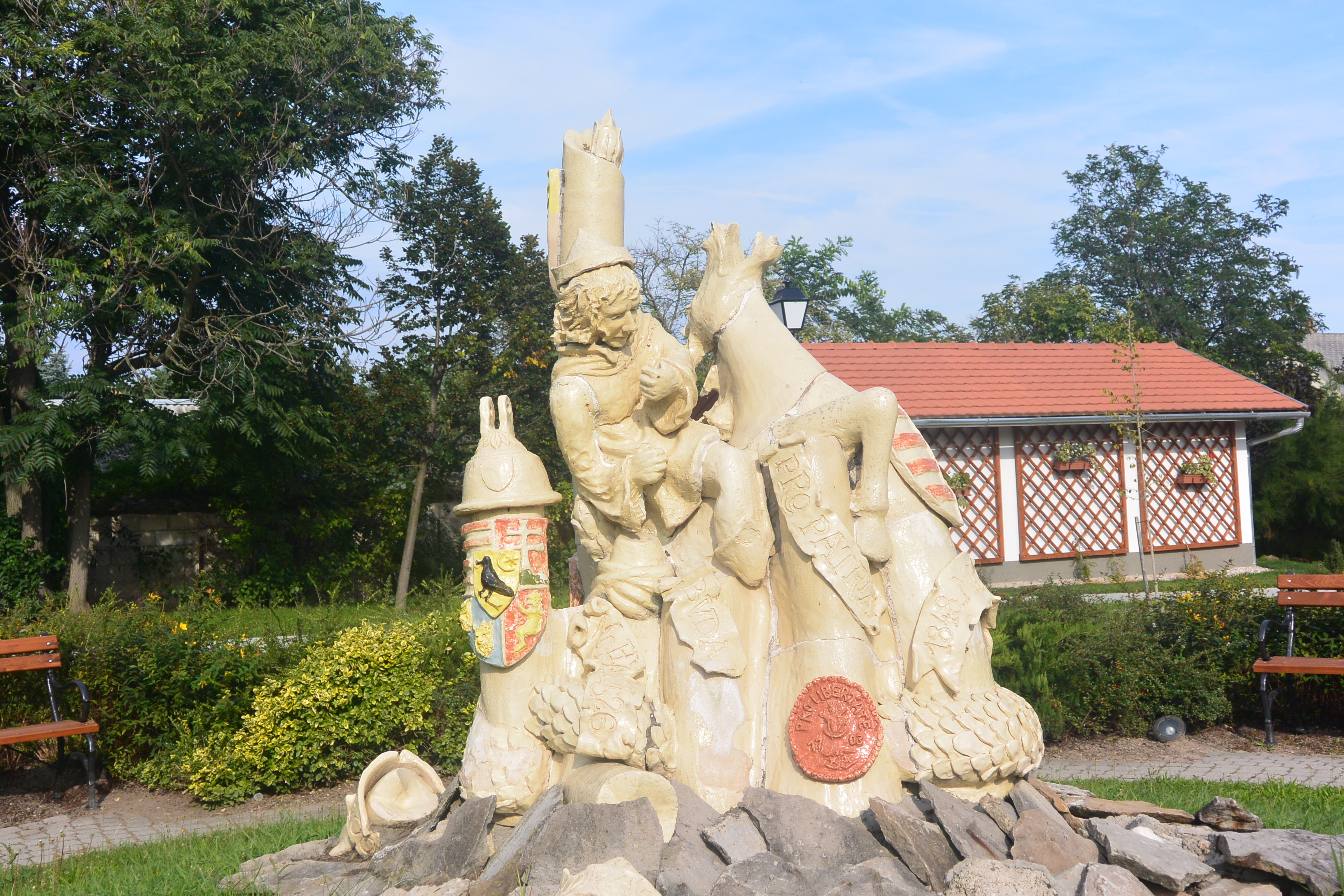
Monumento al Millennio
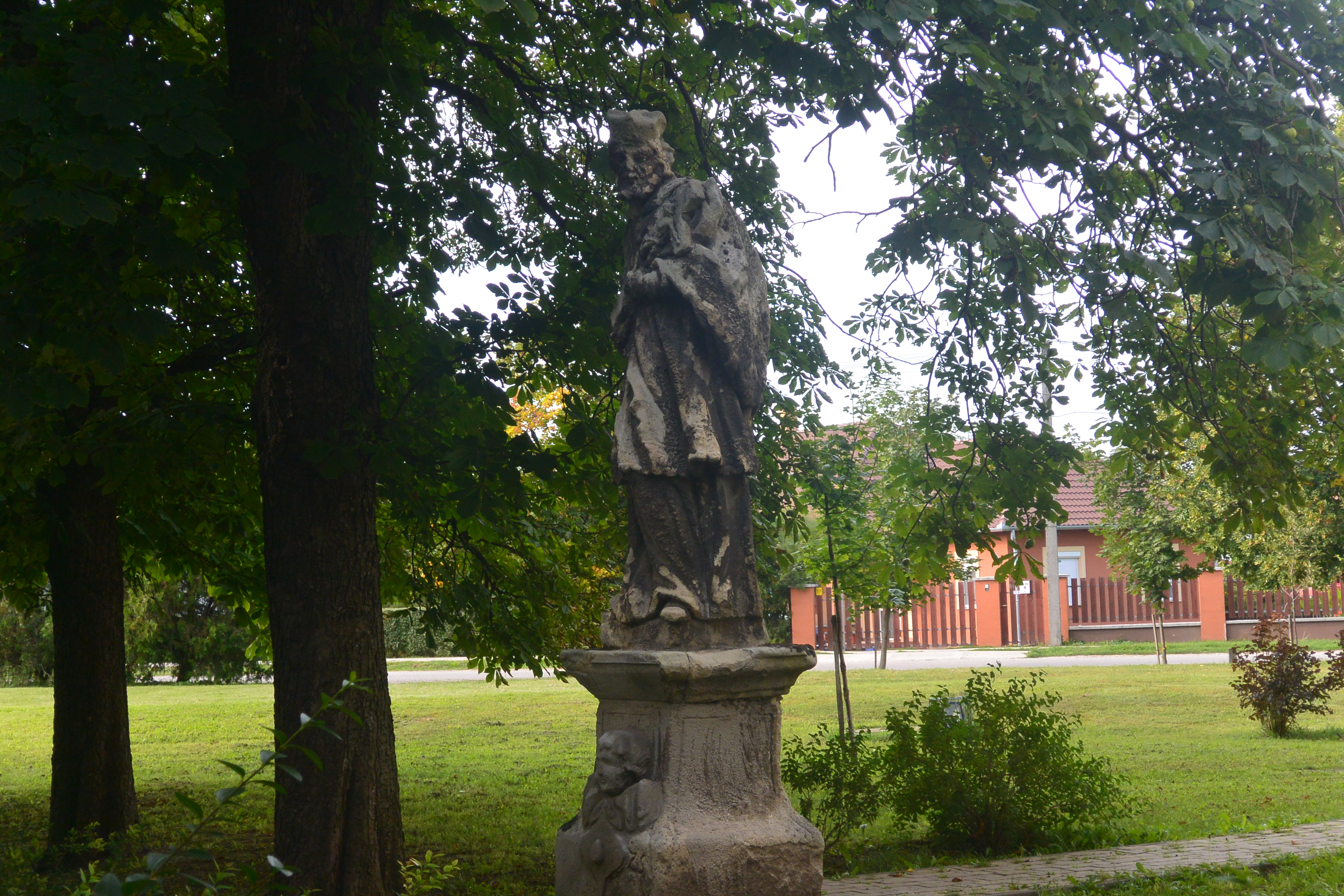
Statua di Giovanni Nepomuceno
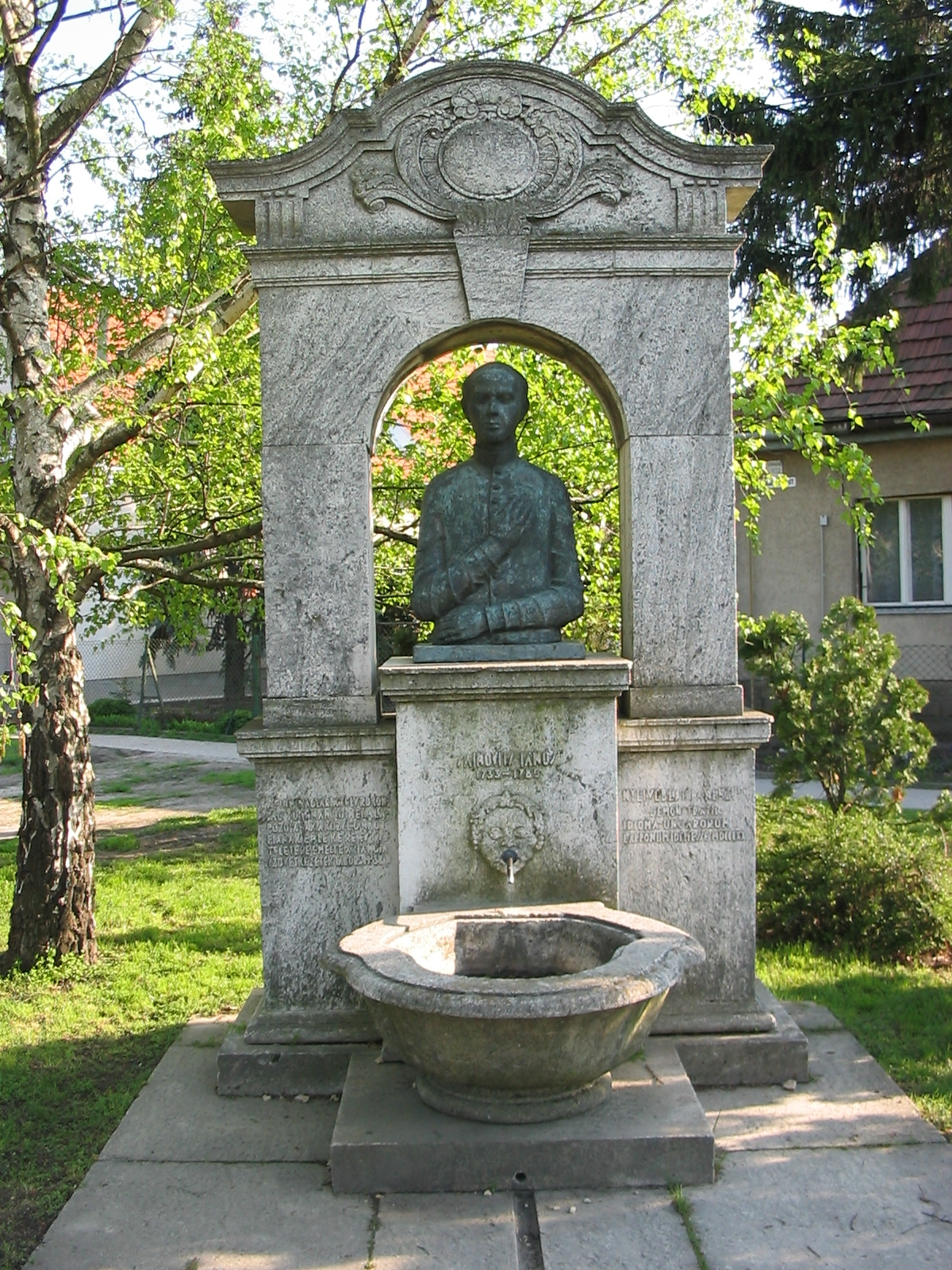
Fontanile con busto di János Sajnovics
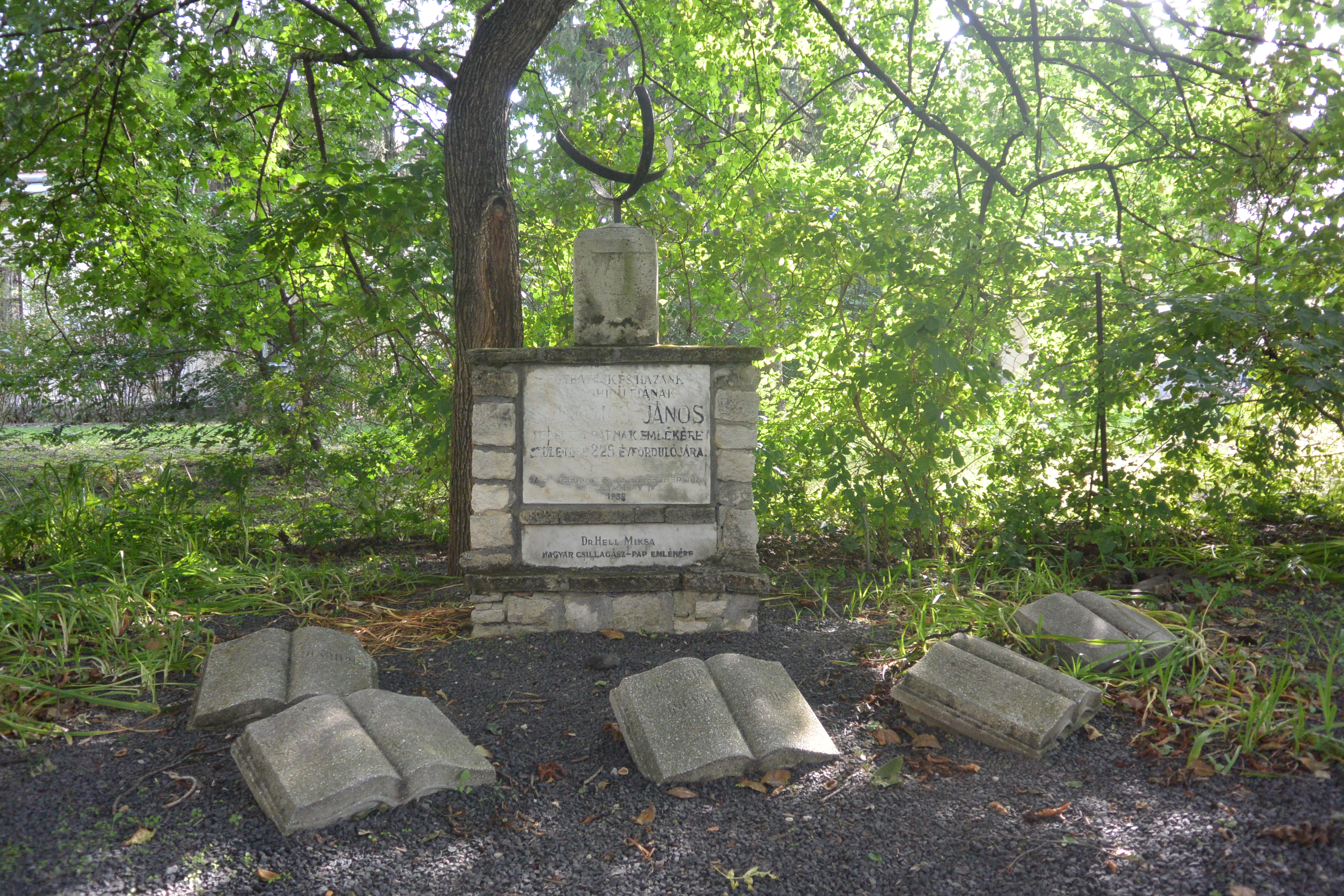
Monumento a János Sajnovics
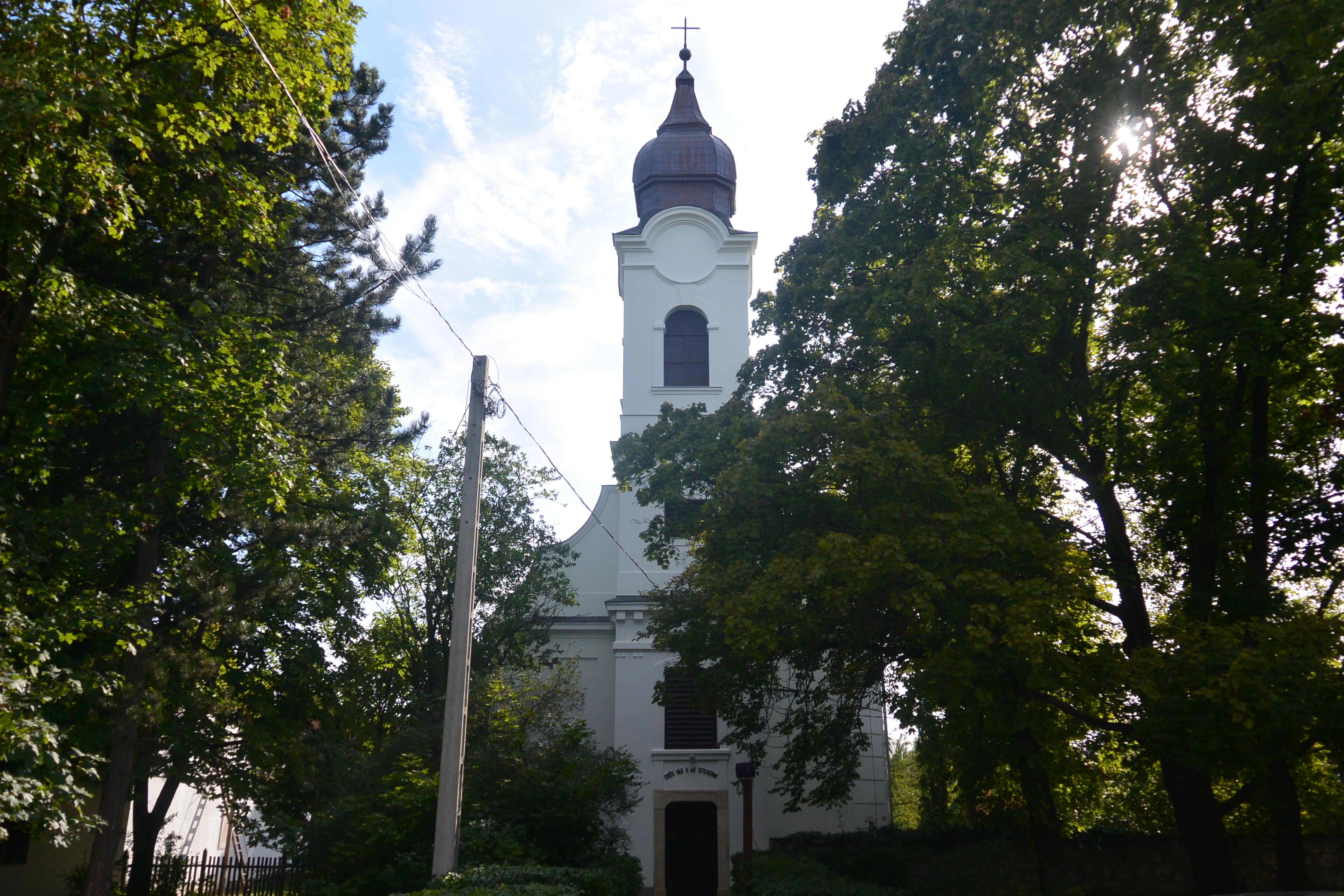
Tempio evangelico
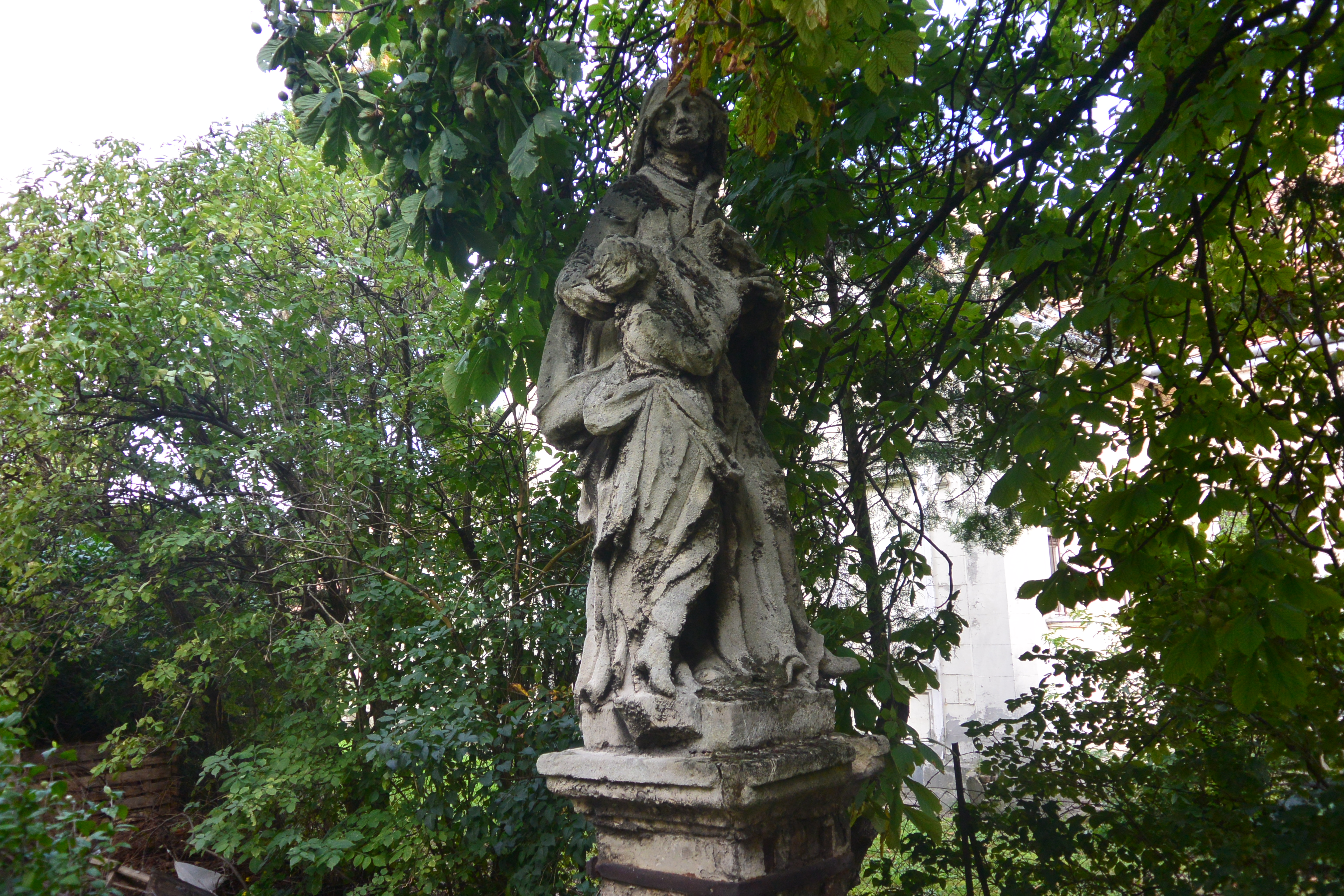
Statua di Sant'Anna
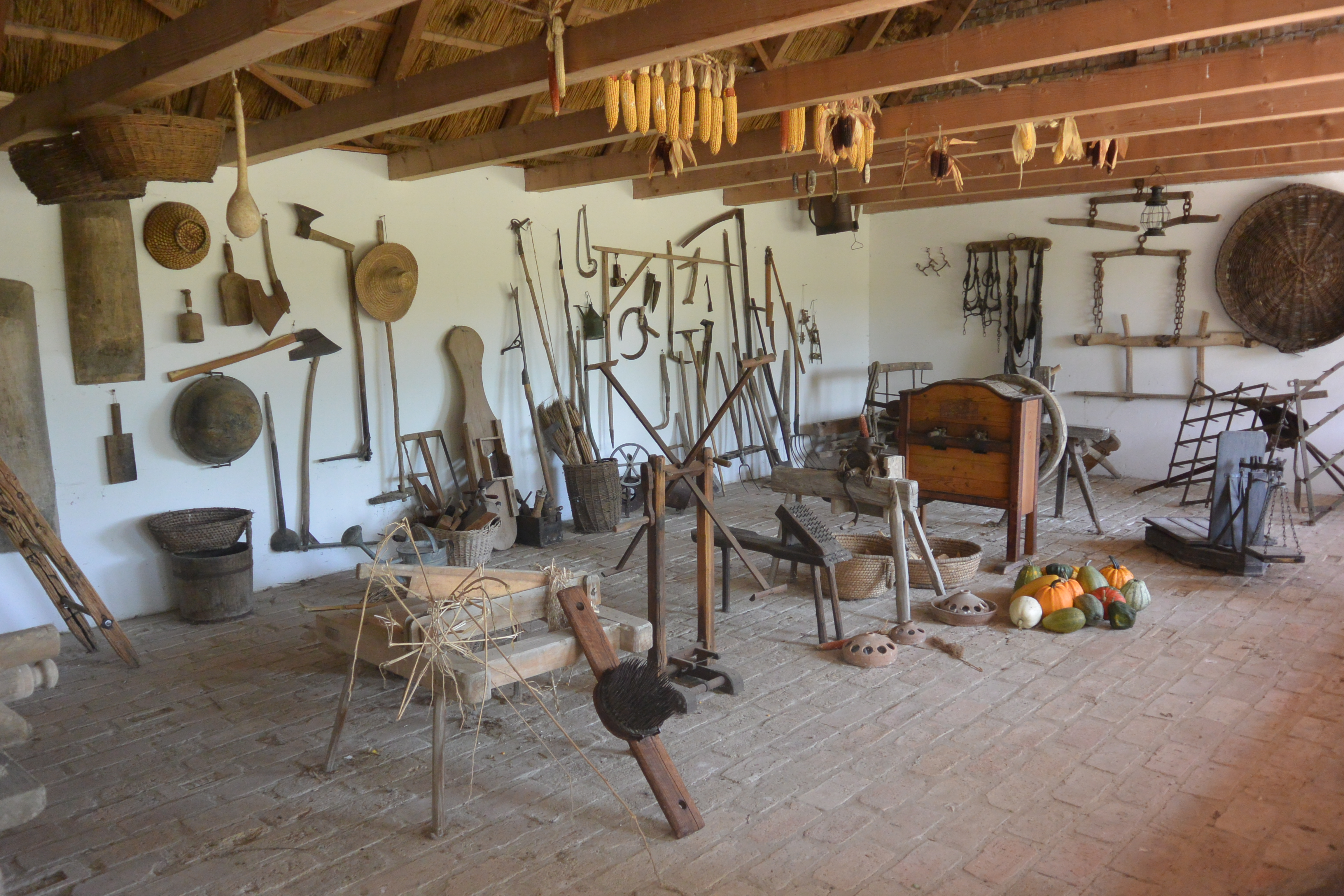
Casa museo
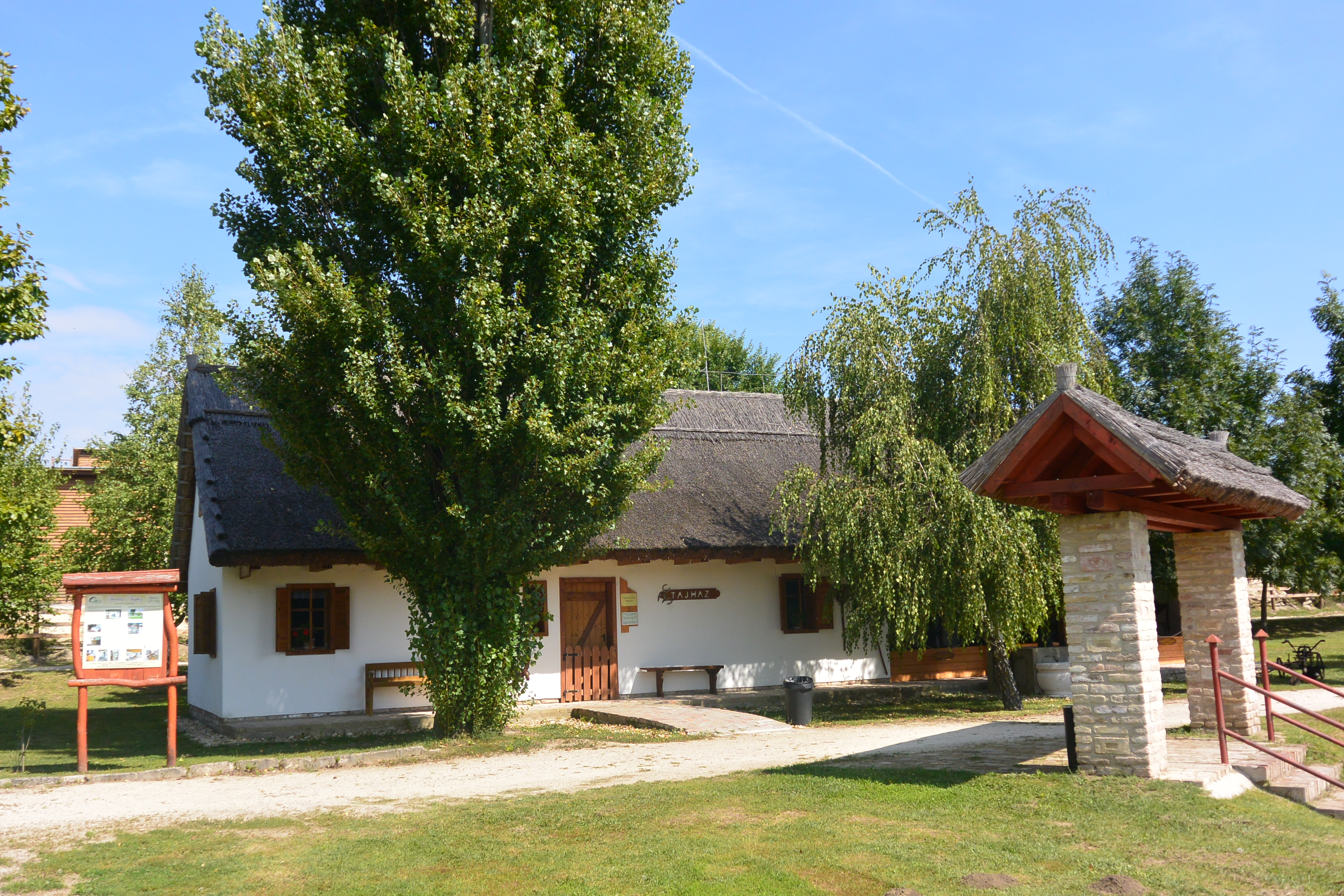
Casa tradizionale
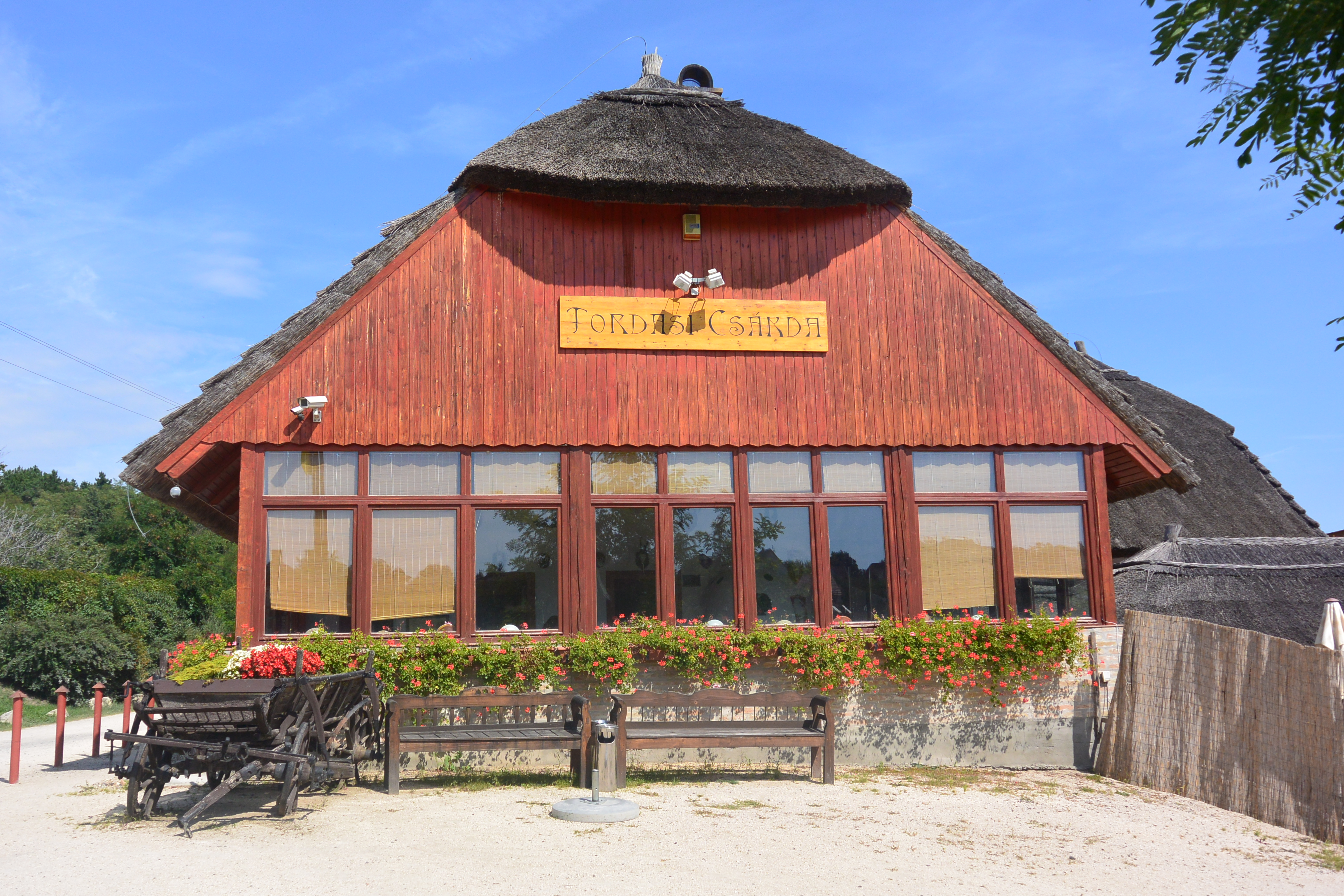
Ristorante tradizionale
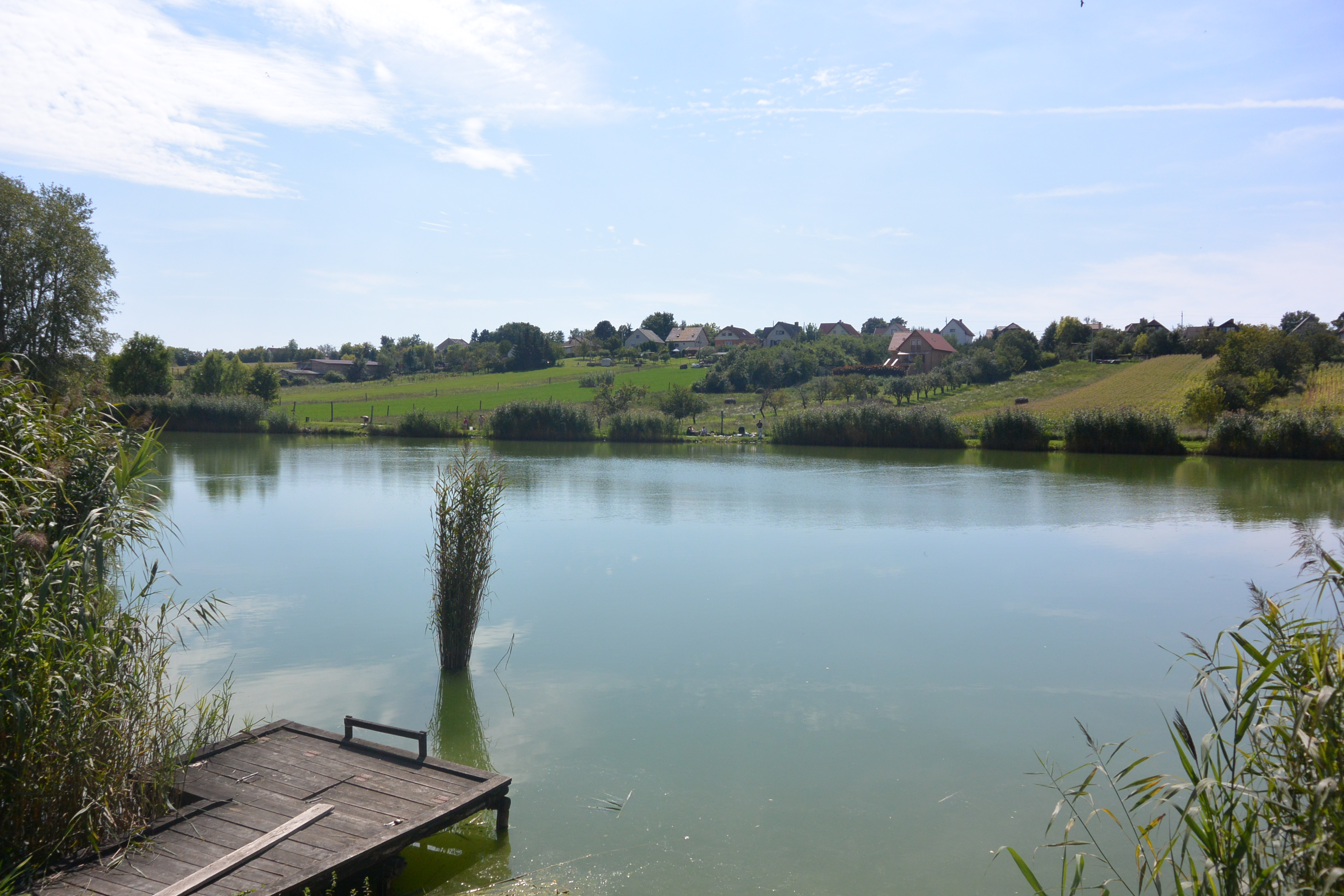
Lago di Tordas